# The Stronger Mind
The Stronger Mind er en amerikansk stumfilm fra 1915 af Joe De Grasse.

## Medvirkende
- Murdock MacQuarrie
- Pauline Bush
- Lon Chaney